# Jeffrey Katzenberg
Jeffrey Katzenberg (ur. 21 grudnia 1950 w Nowym Jorku) – amerykański producent filmowy i szef DreamWorks Animation. Był przewodniczącym The Walt Disney Studios w latach 1984–1994. W 1994 wraz ze Stevenem Spielbergiem i Davidem Geffenem założył wytwórnię DreamWorks.